# Francesc de Sentjust i de Castre
Francesc de Sentjust i de Castre, fou abat d'Arles (1598-1616) i ardiaca de Benasc. Va ésser nomenat President de la Generalitat de Catalunya el 22 de juliol de 1611.
Era fill d'Enric de Sentjust i de Sagarriga i de Jerònima de Castre. Els Sentjust era una nissaga implicats en la participació institucional des de feia segles. Ja el 1399, Berenguer de Sentjust havia participat en la coronació de Martí I, i tant el seu pare com el seu avi havien assistit a corts a finals del segle xvi.
Havia ingressat a la carrera eclesiàstica en l'orde de Sant Benet. Fou monjo a Sant Cugat del Vallès, paborde al Penedès i síndic a Roma.
Fou abat al monestir de Santa Maria d'Arles (1598-1616) i posteriorment a Santa Maria de Ripoll (1616-1621), on va construir el porxo que dona accés al claustre. Fou nomenat bisbe d'Elna (1621-1622)i de Girona (1622-1627). Com a responsable eclesiàstic va participar en les Corts de Barcelona de 1599 i de 1626
Durant el seu trienni al front de la Generalitat varen sovintejar els conflictes amb els oficials reials i amb la inquisició que havia decidit empresonar un oficial del veguer. La Generalitat i el Consell de Cent denuncien el cas davant la Reial Audiència que convidà als inquisidors a abandonar el principat. La corona ordena el sobreseïment d'aquesta decisió judicial. El 14 d'abril de 1612, la corona promulga una pragmàtica prohibint els pedrenyals, armes de foc curtes que feia servir l'estament militar. El menyspreu de la corona i especialment del virrei Francisco Hurtado de Mendoza y Cárdenas envers les institucions i lleis de Catalunya va ser una constant en aquest període.